# Sherit ha-Pletá
Sherit ha-Pletá (do hebraico: שארית הפליטה‎, literalmente Remanescente) é um termo do Tanakh (I Divrei Hayamim  - (I Crônicas 4:43) que é utilizado para referir-se aos sobreviventes judeus do Holocausto nazista e suas comunidades, formadas após a sua libertação em 1945.